# 卢湖山
卢湖山（1937年—），男，壮族，广西上林人，中华人民共和国政治人物，曾任广西壮族自治区政协副主席，中国民主建国会广西壮族自治区委员会主任委员，第九、十届全国政协委员。